# Бобруйский монастырь жён-мироносиц
Монастырь, основанный в 2008 году, входит в состав Бобруйской епархии. Расположена обитель в месте, где некогда начинался город — на территории Бобруйской крепости в бывших зданиях цитадели.
Два монастырских корпуса расположились в бывших административных помещениях военного объекта.

## Зарождение монастыря
Монастырь, основанный в 2008 году, входит в состав Бобруйской епархии. Расположена обитель в месте, где некогда начинался город — на территории Бобруйской крепости в бывших зданиях цитадели.
Два монастырских корпуса расположились в бывших административных помещениях военного объекта.

## О Святых Женах Мироносицах - покровительницах обители

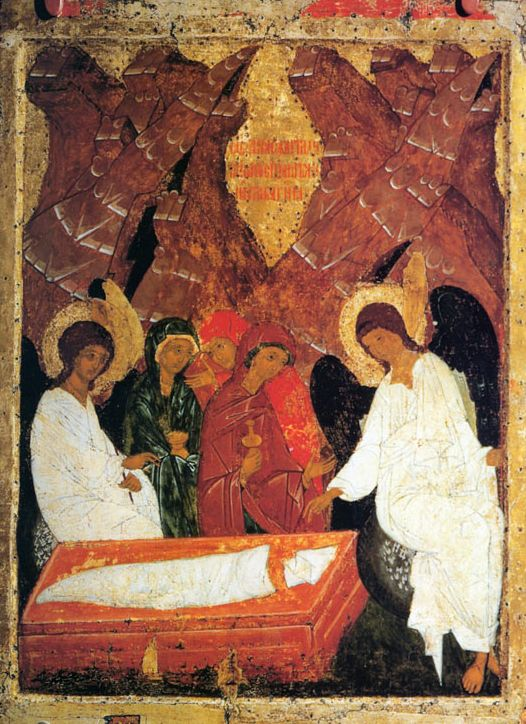
Жены-мироносицы у Гроба Господня
(Икона, к. XV века)

Обитель носит имя Святых Жен Мироносиц. Мироносицы по любви ко Спасителю принимали Его в своих домах, а позже последовали за Ним к месту распятия на Голгофу. Они были свидетельницами крестных страданий Христа. Это они затемно поспешили ко Гробу Господню, чтобы, по обычаю, помазать тело Христа миром. Именно Жены Мироносицы первыми узнали, что Христос воскрес. После Своего Воскресения Спаситель явился Марии Магдалине.

## История
История монастыря началась буквально на руинах. Игумения Раиса (Путилина), первая настоятельница обители, первые месяцы ночевала в разрушенном здании, отгоняя палкой крыс. Но постепенно, благодаря помощи неравнодушных людей, государственных структур и организаций (в их числе Министерство обороны Республики Беларусь, воинские подразделения, ОАО "Белагропромбанк", ОАО "АСБ Беларусбанк" и др.).
В настоящее время в обители имеются административный и сестринский корпуса, действуют два храма: домовый в честь иконы Божией Матери "Скоропослушница" и Александро-Невский собор, бывшийт гарнизонный храм (в нем еще ведутся внутренние работы, в планах на ближайшее будущее - изготовление иконостаса).В проекте также церковь Воскресения Христова и криптовый храм Святых Жен Мироносиц.
В процессе строительства также паломническая трапезная. В проекте - строительство Дома паломника в одном из пустующих зданий бывшего форпоста.
В монастыре совершается полный суточный круг богослужений, 3-5 раз в неделю служится Божественная литургия. Еженедельно совершаются молебны с акафистами иконе Божией Матери "Скоропослушница", святому мученику Вонифатию Тарсийскому, Святым Царственным Страстотерпцам.
В настоящее время монастырь возглавляет игумения Параскева (Ельская)

## Святыни
В монастыре пребывают более 200 частиц мощей святых угодников Божиих - преподобных отцов Киево-Печерских, преподобных старцев Оптинских и Глинских, блаженной Матроны Московской, блаженной Ксении Петербургской, святого мученика Вонифатия Тарсийского, частица Животворящего Креста Господня, частицы мощей преподобной Евфросинии Полоцкой, святого праведного Иоанна Кормянского, преподобной Манефы Гомельской, святителя Спиридон Тримифунтский, преподобного Амфилохия Почаевского, оптинских старцев Амвросия, Нектария и Иосифа, святителя Митрофана Воронежского, святого благоверного великого князя Александра Невского, а также частица мощей одного из младенцев-мучеников, убиенных Иродом[1].
В монастыре находятся списки чудотворной иконы Божией Матери "Скоропослушница", по молитвам перед которыми за 17-летнюю историю обители совершилось немало исцелений; многие молящиеся получали помощь Божию в непростых житейских ситуацих.
Настоящее сокровище обители — камень от Гроба Господня, на котором проявился лик Спасителя. В 2017 году его привез в монастырь Александр Алексеевич Преснецов, прихожанин и благодетель монастыря.
Через некоторое время, совершенно неожиданно, обнаружилось, что на камне под определенным углом виден лик Христа.
А вскоре оказалось, что у лика, явившегося на камне, есть и рукотворный «прообраз» — картина Николая Кошелева «Голова Христа».
Примечательно, что картина, входящая в известный «Страстной цикл», «Голова Христа» была написана специально для иерусалимского храма святого Александра Невского.